# North West Brook
 Coordenadas : formato inválido

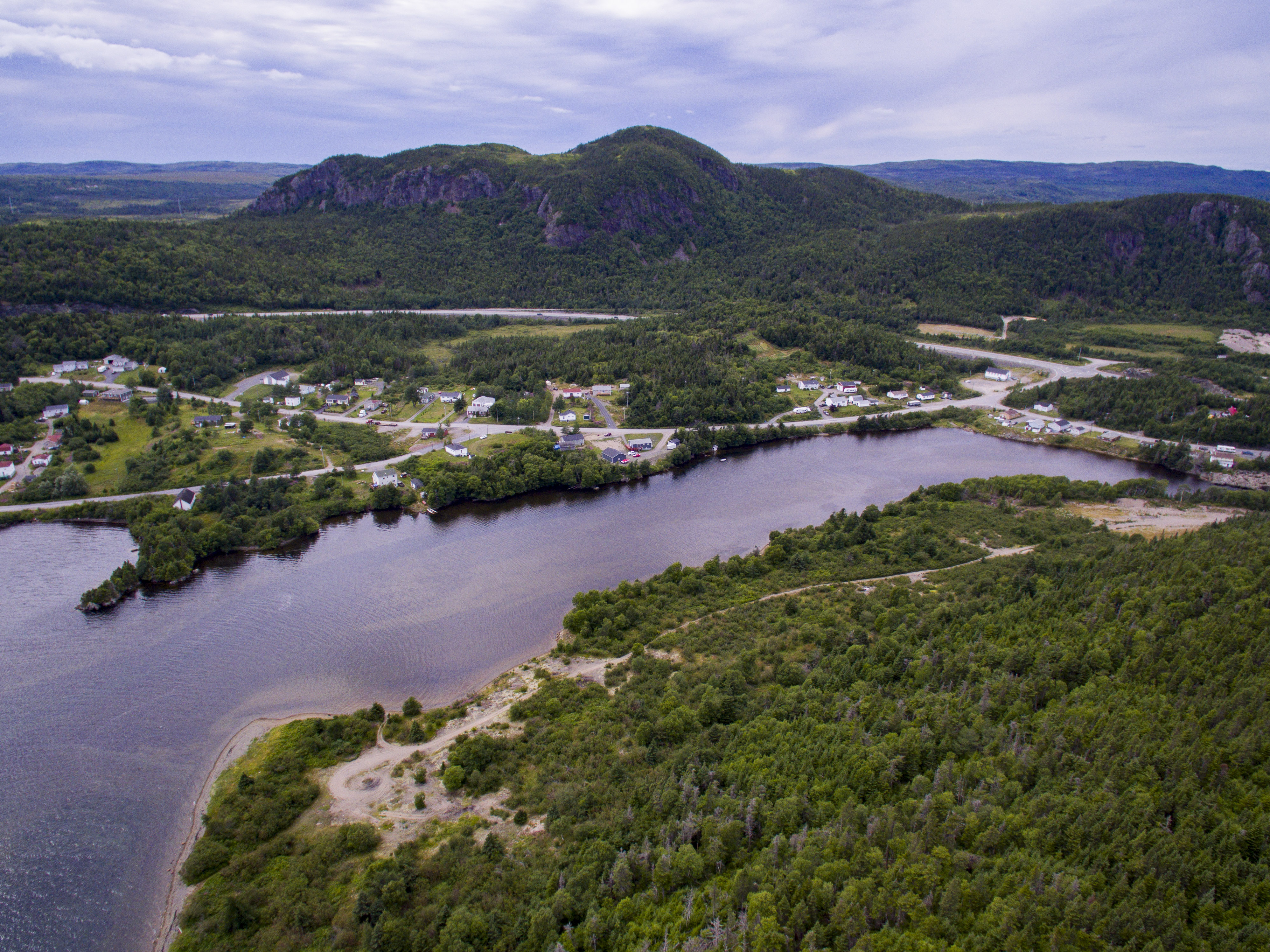
North West Brook

North West Brook é uma comunidade localizada na província canadense de Terra Nova e Labrador.